# Märta Måås-Fjetterström

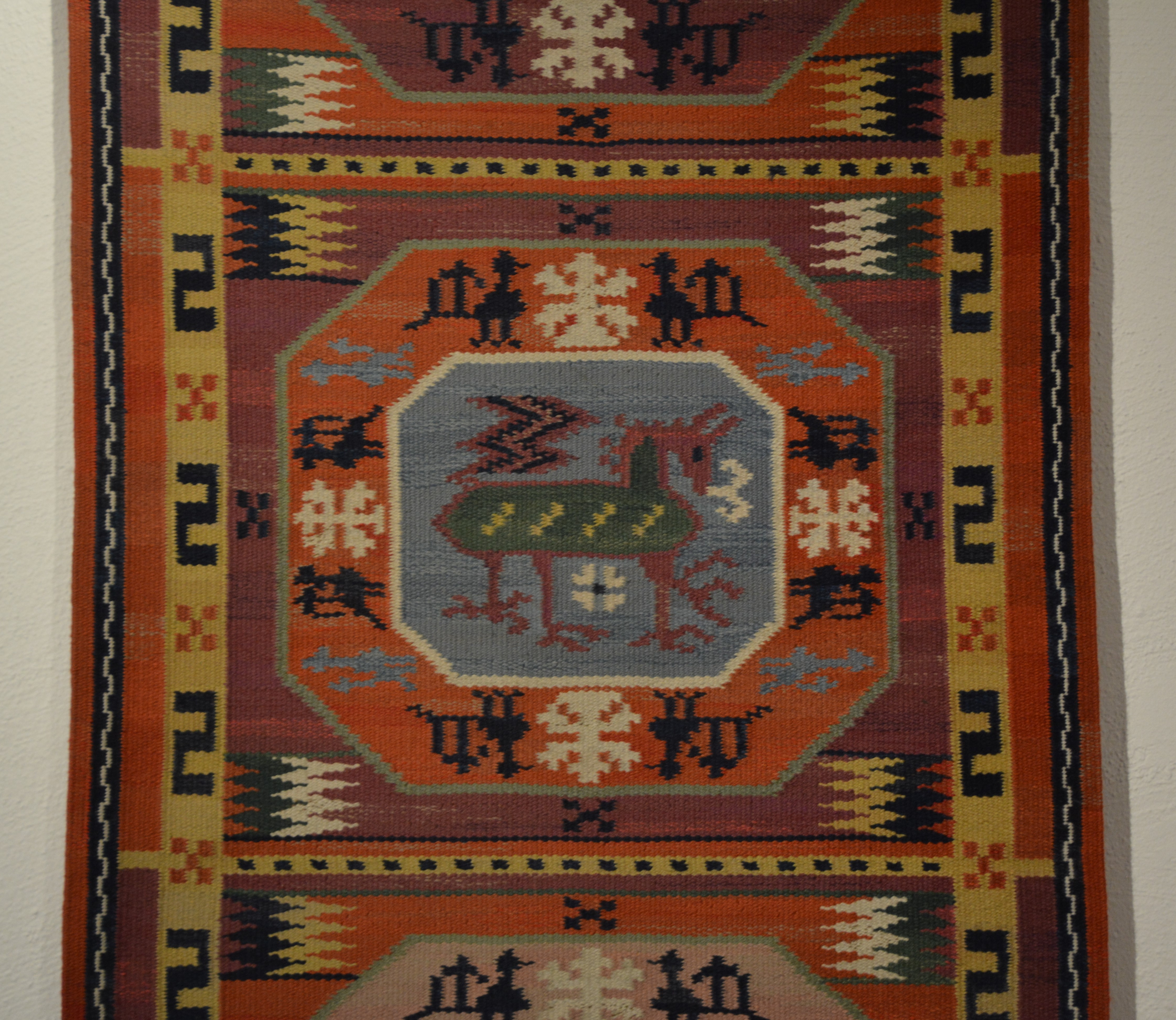
Detalj av hallmatta

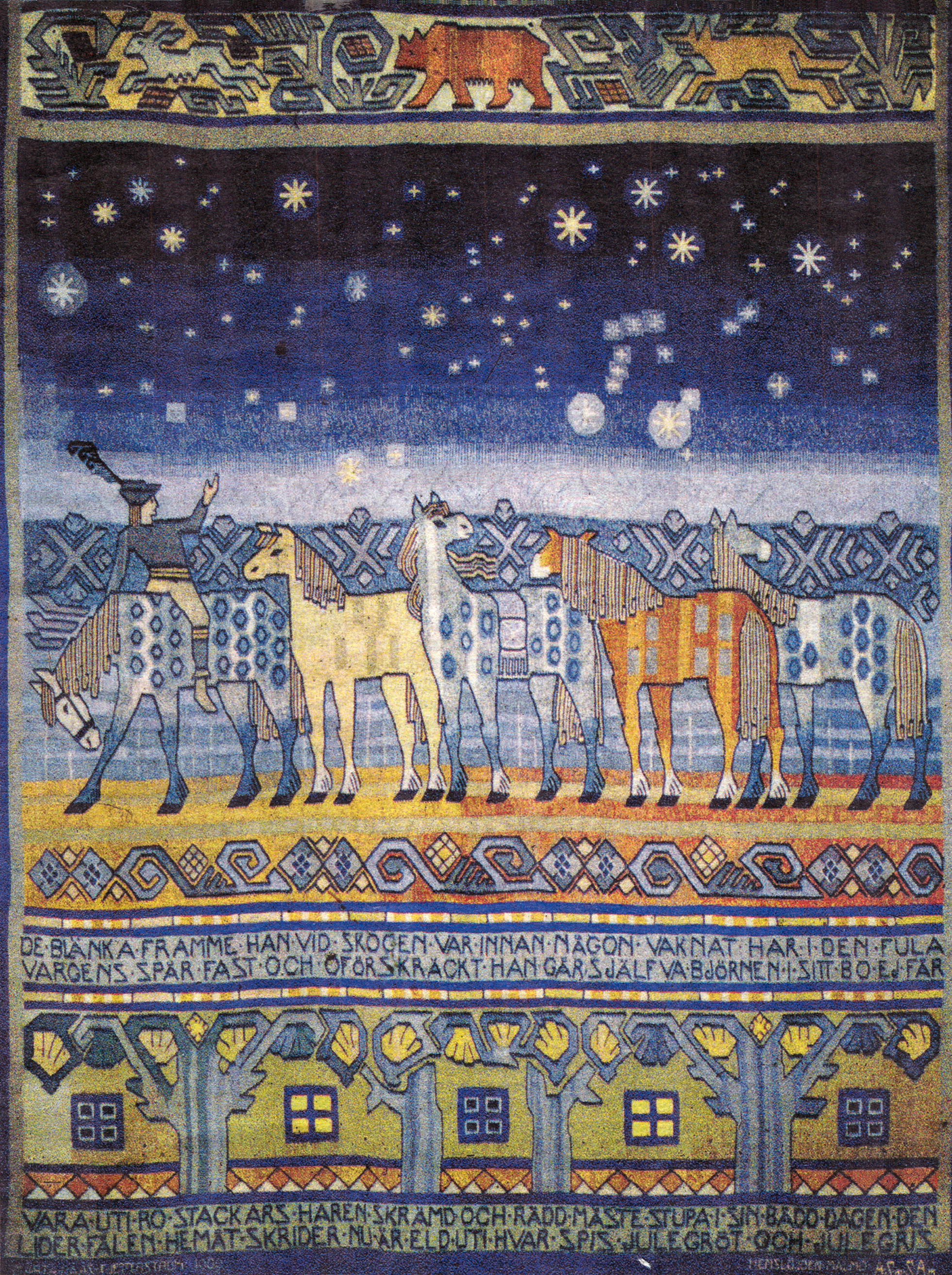
Staffan stalledräng 1909.

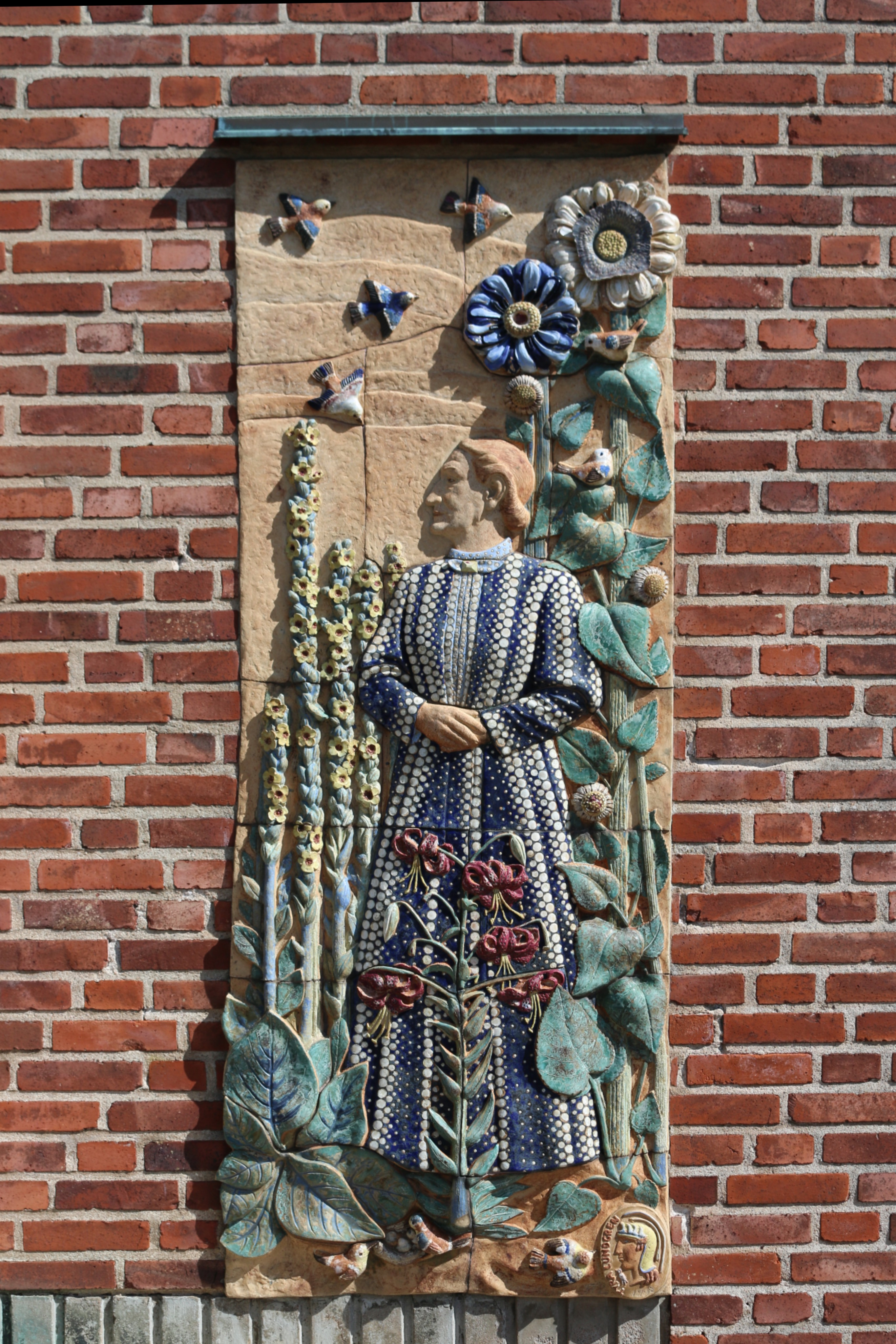
Märta Måås-Fjetterström i Båstad, relief av Tyra Lundgren omkring 1947

Märta Livia Vilhelmina Måås-Fjetterström, ursprungligen Fjetterström, född 21 juni 1873 i Kimstad i Östergötland, död 13 april 1941 i Båstad, var en svensk textilkonstnär.

## Biografi
Märta Måås-Fjetterström växte upp i Vadstena och var dotter till kyrkoherden där, prosten Rudolf Fjetterström och Hedvig Olivia Augusta, född Billsten. Efter studier på Högre konstindustriella skolan i Stockholm, där hon blev goda vänner med Clara Hahr, Annie Frykholm, Gerda Sprinchorn och Elsa Beskow, följde arbete som teckningslärarinna i Jönköping innan hon 1902 anställdes vid Kulturen i Lund. Hon blev föreståndare för Malmöhus läns hemslöjdsförening 1905–1911, men ett komplicerat förhållande till uppdragsgivaren lockade henne att efter inbjudan från Lilli Zickerman flytta till vävskolan i Vittsjö.
Redan under tiden i Lund började Måås-Fjetterström rita förlagor till vävnader, och på Stockholmsutställningen visades "Staffan Stalledräng", senare inköpt av Röhsska konstslöjdmuseet. Till Baltiska utställningen i Malmö 1914 ritades "Sankt Göran och draken". Dessa effektfulla vävnader lockade till sig Ludvig Nobels intresse, och i samband med en stor beställning till dennes nationalromantiska byggnad Skånegården i Båstad erbjöd han henne att öppna en ateljé på samma plats. Året var 1919, och från denna tid inriktades skapandet huvudsakligen på mattor, men även vävnader i form av exempelvis draperier kom att produceras.
Båstad kom att bli Måås-Fjetterströms hem fram till hennes död 1941. Naturen på Hallandsåsens sluttningar var en aldrig sinande inspirationskälla, och med stor konstnärlig skicklighet stiliserades blommor, blad och en och annan häst för att få sin utvalda plats i den rika, men ändå fullt kontrollerade prakt som kom att utgöra hennes mattor. Väverskor från trakten anställdes för att väva allt från stora paradflossor som "Svarta trädgårdsmattan" och "Örtagården" till den genialiskt enkla modernistiska kompositionen "Blå bårdmattan" i röllakan.
Under hela sin levnadstid fick Måås-Fjetterström och hennes vävverkstad ta emot flera prestigefyllda uppdrag, men det definitiva kritikergenombrottet kom 1934 med en utställning på Liljevalchs konsthall tillsammans med bland andra Elsa Gullberg, Carl Malmsten och Svenskt Tenn.
Efter Märta Måås-Fjetterströms död ombildades verkstaden 1942 till aktiebolaget AB MMF, i vars verksamhet den rika mönsterskatt som Måås-Fjetterström lämnade efter sig förvaltas och förnyas. Vid sidan om att fortsätta väva upp originalmönster anställdes Barbro Nilsson som konstnärlig ledare, vilken tillsammans med Ann-Mari Forsberg och Marianne Richter deltog i förnyelsen av företaget. 1955 anställdes Barbro Sprinchorn och senare knöts även Kaisa Melanton till AB MMF, och år 2006 lanserades tre nya röllakansmattor av arkitekttrion Claesson Koivisto Rune.
Märta Måås-Fjetterström är representerad på flera större museer, bland annat Nationalmuseum, Louvren, Sven-Harrys konstmuseum och Röhsska museet samt Länsmuseet Gävleborg.

## Märta Måås-Fjetterström-stipendiet
Med grund i pengarna efter försäljningen av en 40 kvadratmeter stor matta vid en designauktion i London 2019 instiftades Märta Måås-Fjetterström-stipendiet. Stipendiet, för betydande arbete eller insats som främjar hantverket och ger avtryck i tiden i enlighet med Märta Måås-Fjetterströms anda, ska varje år delas ut till en person eller organisation som är medlem i Stockholms hantverksförening som ska genomföra ett projekt vilket ska redovisas efter slutförande. 2021 delades det första stipendiet ut till det kvinnliga guldsmedskollektivet 21 GRAM, Aviva Scheiman och Karin Larsson Rydén, vilka för stipendiesumman på 50 000 kronor genomförde projektet Swedish Grace som är en hyllning till 100 år av kvinnlig rösträtt i Sverige.